# Iva Bittová
Iva Bittová (* 22. července 1958 Bruntál) je česká zpěvačka, houslistka a herečka. Patří k nejvýraznějším osobnostem české alternativní hudební scény.

## Život
Pochází z hudební rodiny – otec Koloman Bitto byl známý muzikant, původem z jižního Slovenska, který pocházel ze smíšené rodiny Romů a maďarských židů, kde se v době jeho dětství mluvilo převážně maďarským jazykem. Matka Lidmila (rozená Masařová), učitelka v mateřské školce, pochází ze Slovácka.
Vystudovala hudebně dramatický obor na konzervatoři v Brně (1978), zpěv a houslovou hru. Vedle toho spolupracovala jako zpěvačka s Brněnským rozhlasovým orchestrem lidových nástrojů. Od roku 1978 byla členkou Divadla na provázku (dnes Husa na provázku), kde na sebe upozornila rolí Eržiky ve hře Balada pro banditu. Od roku 1984 vystupovala jako zpěvačka a houslistka s vlastními písněmi na lidové texty, také se známou brněnskou formací Dunaj a později se Škampovým kvartetem. Ve spolupráci s bubeníkem Pavlem Fajtem dosáhla mnoha úspěchů na evropských scénách progresivní hudby. Rozsah jejích aktivit je pozoruhodný – v hudbě od vlastních interpretací lidových písní přes experimentální jazz, rock až po houslové aplikace skladeb vážné hudby a operní zpěv. Proslavila ji též spolupráce s jazz-folk-rockovým uskupením Bratři Ebenové. V roce 2004 účinkovala v newyorské Carnegie Hall v roli Elvíry v Mozartově opeře Don Giovanni. Na tuto spolupráci pak navázala několika koncerty s tamní formací Bang On A Can All Stars, které vyvrcholily vydáním alba Elida. Účastní se též nejrůznějších projektů performativního zaměření, programů pro děti, atd.
V roce 2007 hrála hlavní roli ve filmu Tajnosti. V letech 2012 – 2015 studovala na Filozofické fakultě Masarykovy univerzity v Brně na Ústavu hudební vědy, kde obhájila svou bakalářskou práci a 15. července 2015 obdržela titul bakalář. V letech 2015 – 2018 na stejné škole pokračovala v navazujícím magisterském studiu hudební vědy a v únoru 2018 úspěšně obhájila diplomovou práci s názvem Luca Antonio Predieri: Missa in C. Sacratissimi Corporis Christi a získala titul magistr.
V roce 2020 získala americké občanství.
Je matkou dvou synů Matouše Bitta (*1982) a Antonína Fajta (*1991).

## Diskografie
- Svatba (1987)
- Bitová & Fajt (1987, 1997, 2012, Panton, Bonton, Pavian Records)
- Dunaj a Iva Bittová (1989, 2012, Pavian Records)
- Iva Bittová (1991, Pavian Records)
- River of Milk (1991, EVA Records, Japan)
- Ne, nehledej (1994, BMG)
- Kolednice (1995, BMG)
- Pustit musíš (1995, Rachot/Béhémot)
- Divná slečinka (1996, BMG)
- Iva Bittová (1997, Nonesuch Records)
- Bílé inferno (1997, Indies Records)
- Béla Bartók: 44 duet pro dvoje housle (1997, Rachot/Béhémot)
- Classic (1998, Supraphon)
- Echoes (2001, Supraphon)
- Čikori (2001, Indies Records)
- Ples upírů s NBE (2002, NBE, Holland)
- Jako host (2002, Indies Records)
- The Man who cried (2003, Sony Music)
- Step across the border (2003)
- Moravská lidová poesie v písních (2004, Supraphon)
- Elida (2005, Indies Records a Cantaloupe Records)
- The Party – s Javasem (2005, Indies Records)
- Mater – s Vladimírem Godárem (2006, Pavian Records)
- Superchameleon (DVD, 2006, Indies Records)
- Susumu Yokota (2006, Skintone, Japan)
- Moravian Gems – s George Mrazem a Emilem Viklickým (2007, Cube-Metier)
- Mater (2007, ECM Records)
- Jazz – DVD s Idou Kelarovou (2008)
- Morava – s Pavlem Fischerem a Škampovým kvartetem (2012, Supraphon)
- Zvon (2012, Supraphon a Animal Records)
- My Funny Lady s NBE (2012, NBE, Holland)
- Iva Bittová / Fragments (2013, ECM Records)
- Entwine / Proplétám (2014, Pavian Records)
- NOCZ & Iva Bittová (2015, Hevhetia Records)
- Eviyan: Nayive (2015, Animal Records)
- Béla Bartók: Slovenské spevy (2016) – s Mucha Quartetem
- At Home (2016)
- New Cicada Trio: Live in Beacon s T. Hill & D. Rothenberg (Terra Nova Music 2017)
- SUL FILO Iva Bittova & Paolo Angeli (ReR MEGACORP 2019)
- Ethnicities Zoran Majstorovic & Iva Bittova (Atma Mundi Records 2019)
- Angrusori - Live at Tou Hudson Records
- Pro radost - Indies records
- Reloaded Iva Bittova & Dunaj
- What My Father sang to me
- Novaja radost - Koledy/Koljadky

## Filmografie
- Ružové sny, 1976
- Ostrov stříbrných volavek / Die Insel der Silberreiher 1976
- Jak se budí princezny, 1977
- Jablko a jeho strom (TV komedie), 1977
- Balada pro banditu, 1978
- Kdo chytá štěstí za pačesy (TV film) 1979
- L. Janáček: Zápisník zmizelého, 1980
- Únos Moravanky, 1982
- Zelený ptáček, 1984
- Mikola a Mikolko, 1988
- Step Across the Border, 1990
- Neha, 1991
- Želary, 2003
- Tajnosti, 2007
- Tři bratři, 2014 (druhá sudička)
- Svetlonoc 2022

## Ocenění

### Ocenění v oblasti filmu
- Ocenění filmu Ružové sny (Pink Dreams – for the tenderness, humor and sympathy with which it treats the experience of „young love“), režie Dušan Hanák. Tehran Internatioanl Film Festival, Írán. Hlavní role Jolanka. 1978.
- Cena za nejlepší ženský herecký výkon v hlavní roli – Eržika ve filmu Balada pro banditu. Festival českých a slovenských filmů Hradec Králové, Československo. 1979.
- Nominace filmu Želary na Oskara v USA v kategorii neanglicky mluvených filmů, LA, USA. Vedlejší role Žeňa. 2004.
- Nominace za ženský herecký výkon v hlavní roli – Julie ve filmu Tajnosti. Český lev, ČFTA Praha, Česko. 2007.
- Cena za nejlepší ženský herecký výkon v hlavní roli – Julie ve filmu Tajnosti. Filmový festival Slnko v sieti, SFTA Bratislava, Slovensko. 2008.
- Cena za nejlepší ženský herecký výkon v hlavní roli – Julie ve filmu Tajnosti.  Syracuse International film and video festival, Szracuse, NY, USA. 2008.
- Ocenění v kategorii Osobnost roku, Brno TOP 100, Brno business & style, Česko. 2005 – 2015.

### Ocenění v oblasti hudby
- Cena časopisu Melodie za nahrávku Bittová – Fajt, Praha, Československo. 1988.
- Vydavatelství Panton, cena Zlatý štít za nahrávku Bittová – Fajt, Praha, Československo. 1989.
- Cena Melodie za album roku, Bittová – Fajt, Praha, Československo. 1991.
- Cena Melodie v kategorii  zpěvačka roku, Praha, Československo. 1991.
- Cena klubu Mír  „Čestmír“ v kategorii osobnost roku, Uherské Hradiště, Česko. 1995.
- Cena Akademie populární hudby v kategorii zpěvačka roku, Praha, Česko. 1996.
- Cena Akademie populární hudby v kategorii alternativní scéna za album Bílé Inferno, Praha, Česko. 1997.
- Cena kritiky Folk & Country za album Bílé Inferno, Praha, Česko. 1997.
- Cena Akademie populární hudby v kategorii lidová a etnická hudba za album Iva Bittová a Čikori, Praha, Česko. 2001.
- Cena Akademie populární hudby za obal Elida, album Iva Bittová a Bang On a Can, Praha, Česko. 2005.
- Il Bosco che suona, Magnifica comunitá di Fiemme, Cavalese, Iva Bittová, Trento, Italy. 2009.
- „Párhuzamos kultúráért“ Dij, Film and Music International Festival Mediawave, Iva Bittová, Hungary. 2010.
- Zlatá deska, dvojalbum Bílé Inferno, vydavatelství Indies, Brno, Česko. 2013.
- Zlatá platňa, album Mater, vydavatelství Pavian records, Bratislava, Slovensko. 2014.
- Ocenění Masarykovy univerzity Brno – Udělení medaile Brno 2019
- Medaile ministra zahraničních věcí Za zásluhy o diplomacii, 2023.